# 張西銘 (嘉靖進士)
張西銘（1520年—？），字原仁，號沧涯，山東濟南府濱州人，軍籍，明朝政治人物。

## 生平
山東鄉試第二十五名舉人。嘉靖二十六年（1547年）中式丁未科會試第六十七名，登第二甲第七十二名進士。兵部觀政，初授刑部主事，歷官刑部员外郎，三十四年十二月恤刑山东，升郎中，出为长沙府知府。累官陕西按察司副使、浙江布政使司右参政，四十四年二月升都察院右佥都御史、巡抚辽东，十二月罢免，回籍听用。
萬曆十五年（1587年）三月起用为都察院右佥都御史、巡抚保定等处提督紫荆等关兼河道，十六年二月升南京工部右侍郎，十七年十一月升南京户部尚書，十八年八月以老疾乞休归。

## 家族
曾祖張鑾；祖父張淳；父張拱辰，母胡氏。具庆下。兄张大化。弟张西嶽、张西崑。子廷和、廷臯、廷龍。